# 林元立
林元立（1532年—？），字宗介，號中斋，福建福州府閩縣人，民籍，明朝政治人物。

## 生平
福建鄉試第三十三名舉人。嘉靖四十四年（1565年）中式乙丑科三甲第二百三十六名進士。刑部观政，四十五年二月授歙县知县，隆慶三年（1569年）二月降江西布政司都事，四年二月升南昌府通判，五年二月改顺天府儒学教授，六年十一月升国子监博士，万历二年（1572年）三月升监丞，五月升刑部主事，三年二月降河南布政司照磨，四年三月升新会知县，七月到任违限致仕。

## 家族
曾祖林克剛；祖父林允大，貢士；父林廷憲，庠生赠教授；母黃氏。兄元豪、元膏、林应雷（知府）、弟元亨、元育，俱庠生；元衮、元章。